# Franc Bukovec
Franc Bukovec (partizansko ime Jože Ježovnik), slovenski komunist, partizan in narodni heroj, * 14. marec 1910, Verje, † 26. september 1942, Vnanje Gorice.
Rodil se je v kmečki družini očetu Francu st. in materi Tereziji (rojena Luštrek). Franc Bukovec je bil izučen za kovinostrugarja. 
Član KPS je postal leta 1930. Zaposlil se je v Bonačevi tovarni papirja na Količevem, sedaj zbolj znani kot Papirnica Količevo. Tu je sredi leta 1935 po nalogu Franca Leskoška ustanovil krščanskosocialistično strokovno organizacijo. Vodil je številne akcije koliških papirničarjev in delavstva kamniškega okrožja. S pomočjo Bukovca je KPS v papirnici usmerjala najdaljšo stavko leta 1935 na Slovenskem. 
Po vstaji julija 1941 je Bukovnik postal politični komisar Radomeljske čete. Sredi septembra 1941 je bil hudo ranjen in se je dalj časa zdravil v Ljubljani. Spomladi 1942 je postal operativni oficir v štabu 3. grupe odredov, nato pa komandant Dolomitskega odreda. V boju s sovražnikom pri Vnanjih Goricah je bil 26. septembra 1942 smrtno ranjen.

## Odlikovanja
- Red narodnega heroja
- Partizanska spomenica 1941